# Mikołaj Andrejewicz Zbaraski
Mikołaj Andrejewicz Zbaraski herbu własnego (zm. w 1574 roku) – starosta krzemieniecki w latach 1560-1574, książę, sprawca województwa kijowskiego (1559, 1563).
Żonaty z nieznaną z imienia księżniczką Koziczanką, drugi raz z wdową po kniaziu Fiodorze Sanguszce Hanną Despotówną, z serbskiego rodu Beriskoviciów (zm. 1579). Z pierwszego małżeństwa miał syna Janusza (ok. 1544) oraz córkę Maruszę, żonę kasztelana bracławskiego Wasyla Zahorowskiego. Z drugą żoną nie miał dzieci.